# Othresypna sumatrensis
Othresypna sumatrensis är en fjärilsart som beskrevs av Emilio Berio 1958. Othresypna sumatrensis ingår i släktet Othresypna och familjen nattflyn. Inga underarter finns listade i Catalogue of Life.